# Transdifferenziazione
Viene definita transdifferenziazione la trasformazione di cellule appartenenti ad uno dei tre foglietti embrionali in cellule di un altro foglietto embrionale.
Nel corso di una differenziazione cellulare, l'espressione genica delle cellule cambia radicalmente. Molti geni quasi si "spengono" (forse tramite metilazione del DNA o deacetilazione istonica). Una transdifferenziazione autentica richiede tuttavia una regolazione simultanea dell'espressione di migliaia di geni, dapprima in quantità elevate, in seguito in quantità nuovamente ridotte (come per ottenere una cellula epatica da una muscolare, le cellule devono avere a disposizione tutt'altre proteine).
In linea di massima, una tale transdifferenziazione può aver luogo in via diretta o indirettamente tramite una dedifferenziazione seguita da una differenziazione in senso opposto. Attualmente si suppone che soltanto le cellule staminali (in misura ridotta) siano in grado di fare ciò.
La medusa di Turritopsis nutricula è l'unica forma nota per aver sviluppato la capacità di ritornare ad uno stato di polipo attraverso un processo di transdifferenziazione.
| Controllo di autorità | GND (DE) 4323971-7 |